# XXXVIII Krajowy Festiwal Piosenki Polskiej w Opolu
38. Krajowy Festiwal Piosenki Polskiej w Opolu – edycja z 2001 r. Po raz drugi odbył się plebiscyt i koncert Superjedynek. Zorganizowały je TVP 1 i RMF FM. Wykonawcy byli nagradzani za muzyczne osiągnięcia w ciągu 12 miesięcy poprzedzających imprezę. Zespołom akompaniował zespół Kukla Band pod dyrekcją Zygmunta Kukli.
Dzień przed oficjalnym rozpoczęciem imprezy TVP na placu Wolności zorganizowała koncert hip-hopowy. Zagrali m.in.: Kaliber 44, Molesta, Wzgórze Yapa 3. Przed emisją w telewizji koncert lekko zretuszowano. „Wyczyszczono” wulgaryzmy z tekstów raperów i hip-hopowców.
8 czerwca 2001 roku tuż przed rozpoczęciem wieczornego otwarcia festiwalu na Placu Wolności odbył się koncert Debiutów.

## Koncert „Premiery 2001 pod znakiem Mamonia”
- Koncert odbył się 8 czerwca 2001.
- Prowadzący: Piotr Bałtroczyk oraz wprowadzenie do koncertu Kabaret Rak.

1. Już zachodzi czerwone słoneczko – uczestnicy koncertu Debiuty

- W kinie, w Lublinie - Kochaj mnie – Brathanki (1. miejsce)
- W rytmie naszych serc – Friends
- Powiedz – Ich Troje (3. miejsce)
- Wielkie słowa - małe kłamstwa – Grzegorz Kopala (ex. Just 5)
- Starczy słów – Kasia Kowalska
- Cicho, ciepło – Natalia Kukulska
- Nie chcę już czekać – Orange
- Nie chcę, nie umiem – Małgorzata Ostrowska
- Mam taki bilet – Witold Paszt
- Majkrofon – Roan
- Żółte żaglówki – Sami
- Może to samba – Shazza (2. miejsce)

1. Głosowanie jury – przyznawanie punktów () – miejsca wg niniejszego głosowania
2. Brathanki – W kinie, w Lublinie - Kochaj mnie NAGRODA JURY w Oddziałach Terenowych TVP S.A.
3. Ich Troje – Powiedz NAGRODA PUBLICZNOŚCI w głosowaniu audiotele
4. Ryszard Rynkowski – 50. urodziny (składanka przebojów)
  - Ten sam klucz
  - Dary losu
  - Zwierzenia Ryśka, czyli jedzie pociąg z daleka
  - Dziewczyny lubią brąz
  - Wypijmy za błędy
  - Szczęśliwej drogi już czas

## Kabareton „Leć, Adam leć”
- Koncert odbył się 8 czerwca 2001.
- Prowadzący: Piotr Bałtroczyk
- Kabareton poświęcono Adamowi Małyszowi.

Wystąpili: 
- Jerzy Kryszak,
- Piotr Bałtroczyk,
- Marcin Daniec,
- Krzysztof Piasecki,
- Krzysztof Daukszewicz,
- Rudi Schuberth,
- Ireneusz Krosny,
- OT.TO,
- Kabaret Rak,
- Grupa MoCarta

## Koncert „SuperJedynki 2001”
- Koncert odbył się 9 czerwca 2001.
- Prowadzący: Anna Popek, Artur Orzech i Tomasz Kammel

Zwycięzcy :
- Najlepsza wokalistka – Beata Kozidrak
- Najlepszy wokalista – Ryszard Rynkowski
- Zespół roku – Golec uOrkiestra
- Debiut roku – Sami
- Piosenka roku – „Bal wszystkich świętych” – Budka Suflera
- Płyta roku pop – Szklanka wody – Bajm
- Płyta roku rock – 5 – Kasia Kowalska
- Płyta z muzyką taneczną – 1 – Stachursky
- Teledysk roku – Gdzie ten, który powie mi – Brathanki
- Wydarzenie roku – występ Tiny Turner w Sopocie

Podczas tego koncertu odbyły się też recitale Danuty Błażejczyk i świętującego 20-lecie pracy artystycznej zespołu Republika, a także występ zwyciężczyni Debiutów Kai Paschalskiej.

## Debiuty
Nagroda im. Anny Jantar za debiut:
- 1. miejsce Kaja Paschalska
- 2. wyróżnienie Camey
- 3. wyróżnienie Arek King

Nagroda Programu 1 Polskiego Radia S.A.: za debiut, w postaci prawa do bezpłatnej sesji nagraniowej: Małgorzata Orczyk i Mariusz Szaban.

## Inne nagrody
- Nagroda Dziennikarzy dla Piotra Bałtroczyka
- Miss Obiektywu – Halina Mlynkova

## Grand Prix
Otrzymał Ryszard Rynkowski za całokształt pracy artystycznej.